# 最想念的季節 (電影)
《最想念的季節》即依據台灣作家朱天文所撰寫的小說《最想念的季節》為基礎，再進行改編的電影作品。

## 劇情簡介
劉香妹(张艾嘉饰)在杂志社工作，她与一位叫亨利王的同事认识，并有了一个孩子，但亨利是有家室的人，无奈，劉香妹只好离开杂志社，离开了亨利王，为了不使孩子无名无姓，她需要找一个男人与其假结婚，给孩子一个姓，然后随即离婚。经一个朋友介绍，她认识了近三十岁的光棍毕宝亮(李宗盛饰)，毕宝亮算命三十岁以前不能碰女人，他拒绝了香妹的提议，但经过一段时间的接触，他对香妹有了好感，答应了婚事，这一天香妹打电话回来，却要他与她一起回家见爸妈…

## 人物角色
| 角色名稱 | 演員   | 備註 |
| -------- | ------ | ---- |
| 劉香妹   | 張艾嘉 |      |
| 畢寶亮   | 李宗盛 |      |
| 房東     | 管管   |      |
| 畢寶鳳   | 楊麗音 |      |
|          | 蔡瑟芬 |      |
| 劉母     | 文英   |      |
|          | 李淑楨 |      |
|          | 段鍾沂 |      |
| 古庸     | 吳念真 |      |
|          | 李遠   |      |
|          | 夏靖庭 |      |

## 備註
1. ↑  1987年台灣票房 的存檔，存档日期2008-06-18.，台灣電影資料庫

## 外部連結
- 開眼電影網上《最想念的季節》的資料（繁體中文）
- 香港影庫上《最想念的季節》的資料（繁體中文）
- 豆瓣电影上《最想念的季節》的資料 （简体中文）
- 时光网上《最想念的季節》的資料（简体中文）
- 互联网电影数据库（IMDb）上《最想念的季節》的资料（英文）
- 最想念的季節（My Favorite Season），台灣電影資料庫